# Maria Zoéga
Maria Zoéga, född Tufvesdotter Thunell 8 december 1860 i Källna, Östra Ljungby socken, död 7 juli 1940 i Helsingborg, var en svensk entreprenör. Hon bidrog starkt till att utveckla Zoégas kafferosteri i slutet av 1800-talet och början av 1900-talet.

## Biografi
Maria Zoéga föddes i norra Skåne som dotter till Tufve Jonsson och Bengta Persdotter. Vid 24 års ålder öppnade hon en fotografiateljé i Landskrona, där hon senare kom att träffa Carlos Zoéga som hon gifte sig med den 28 augusti 1885. Han hade 1881 startat ett kafferosteri i Landskrona, men 1886 beslutade paret att flytta sin verksamhet till Helsingborg. Där grundade de Helsingborgs Patent-Kaffe-Rosteri på Kullagatan 27. Maria Zoéga överlät sin fotografiateljé till sin yngre syster och började istället engagera sig allt mer i sin makes verksamhet som i Helsingborg snart kom att benämnas Zoégas. Familjen hade sin butik i bottenplanet med bostad på våningen över och kaffebrännaren på vinden. 
Medan Zoéga var gravid med parets andra barn insjuknade maken plötsligt den 17 april 1888 och avled samma dag. Den 2 juni samma år föddes sonen Carl Thure, som dock avled i plötslig spädbarnsdöd efter en månad. Zoéga stod ensam kvar som ansvarig för driften av kafferosteriet och omvårdnaden av makarnas tvååriga dotter Clara-Maria. Hon fick tiden därefter flera erbjudanden om att sälja sin verksamhet, men var fast besluten om att driva kafferosteriet vidare. För att hålla affärerna vid liv besökte Zoéga Helsingborgs caféer och butiker för att göra reklam för och sälja sitt kaffe. Hon gick även runt i Helsingborg och sålde sitt kaffe på egen hand. Snart var kafferosteriet en välmående verksamhet. Den 20 juli 1890 gifte Zoéga om sig med konditor Johan Svensson som tog sin hustrus efternamn som sitt och även började engagera sig i kafferosteriet. Den 9 december 1890 föddes parets första son, Johan William Umberto, och den 16 september 1894 föddes ännu en son, Rudolf Zoéga. Även sönerna fick efternamnet Zoéga.
Vid sekelskiftet 1900 flyttades verksamheten till en ny lokal i en nybyggd fastighet på Drottninggatan 30, där Zoégas än idag driver butik och café. År 1903 skapades den mörkrostade kaffeblandningen Mollbergs blandning på begäran av krögaren på Hotell Mollberg, och 1918 kom Horns blandning (senare Skånerost). Sonen Rudolf började engagera sig i kafferosteriet 1913 och fick en mer ledande roll efter faderns död 1922. Maria Zoéga avled 1940 och ligger begraven på Pålsjö kyrkogård.